# دان بيرد (ملحن)
دان بيرد (بالإنجليزية: Dan Baird)‏ هو منتج أسطوانات وموسيقي وملحن أمريكي، ولد في 12 ديسمبر 1953 في سان دييغو في الولايات المتحدة.

## وصلات خارجية
- دان بيرد على موقع IMDb (الإنجليزية)
- دان بيرد على موقع ميوزك برينز (الإنجليزية)
- دان بيرد على موقع أول ميوزيك (الإنجليزية)
- دان بيرد على موقع ديسكوغز (الإنجليزية)